# 墳崎敏之
墳崎敏之（つかさき としゆき、1946年7月31日 - ）は日本の大蔵官僚、弁護士。血液型はO型。東海財務局長、近畿財務局長、大臣官房審議官（大臣官房担当）、財政金融研究所次長などを歴任。

## 来歴
東京都台東区出身（父は茨城県、母は静岡県）。東京教育大学附属中学校・高等学校、東京大学法学部第2類（公法コース）卒業。東大法学部在学中に国家公務員上級甲種試験（法律）に6番で合格。司法試験にも合格。1970年 大蔵省入省（証券局企業財務第一課）。1975年7月 伊勢崎税務署長。1981年7月 主計局主計官補佐（科学技術、文化係主査）。1982年6月 主計局主計官補佐（労働第一、二係主査）。1987年7月 大臣官房文書課広報室長。1993年7月2日 銀行局銀行課長。1994年7月1日 銀行局総務課長。1995年6月20日 東海財務局長。1996年7月12日 大臣官房参事官兼銀行局金融先物取引所監理官。1997年7月15日 近畿財務局長。1998年7月17日 大臣官房参事官（大臣官房担当）兼大臣官房審議官（大臣官房担当）兼財政金融研究所次長。1999年9月17日 財政金融研究所次長。2000年7月1日 財務総合政策研究所次長。2001年7月10日 退官。その後は産業基盤整備基金専務理事。

## 略歴
- 1970年4月：大蔵省入省（証券局企業財務第一課）[4]。
- 1971年10月：大阪国税局調査部。
- 1972年8月：大臣官房調査企画課。
- 1973年7月：経済企画庁物価局物価政策課専門調査員[5]。
- 1975年7月：伊勢崎税務署長。
- 1976年7月：国税庁調査査察部調査課長補佐。
- 1977年7月：証券局資本市場課長補佐。
- 1979年7月：主計局法規課長補佐。
- 1981年7月：主計局主計官補佐（科学技術、文化係主査）。
- 1982年6月：主計局主計官補佐（労働第一、二係主査）。
- 1983年6月：銀行局中小金融課長補佐（総括・相互銀行）[6]。
- 1985年6月：大臣官房企画官 兼 大臣官房文書課。
- 1987年7月：大臣官房文書課広報室長。
- 1988年6月：総務庁行政管理局管理官。
- 1990年7月：銀行局調査課長。
- 1992年7月：銀行局中小金融課長。
- 1993年7月：銀行局銀行課長。
- 1994年7月：銀行局総務課長。
- 1995年6月：東海財務局長。
- 1996年7月：大臣官房参事官 兼 銀行局金融先物取引所監理官。
- 1997年7月：近畿財務局長。
- 1998年4月：大臣官房付。
- 1998年7月：大臣官房参事官（大臣官房担当） 兼 大臣官房審議官（大臣官房担当） 兼 財政金融研究所次長。
- 1999年9月：財政金融研究所次長。
- 2000年7月：財務総合政策研究所次長。
- 2001年7月：退官。

## 大蔵省同期
- 細川興一（日本政策金融公庫総裁、財務事務次官、主計局長、大臣官房長）
- 坂篤郎（日本郵政株式会社代表執行役社長、内閣官房副長官補、内閣府審議官、内閣府政策統括官（経済社会システム担当）、経済企画庁長官官房長、主計局次長（筆頭））
- 大武健一郎（国税庁長官、主税局長、国税庁次長、大臣官房審議官（主税局担当））
- 岩下正（国際協力銀行理事、財務総合政策研究所長、国際局次長、在米国大使館公使）
- 原口恒和（イオン銀行会長、金融庁総務企画局長、理財局長、大臣官房総括審議官）